# ミラン (大型駆逐艦)
ミラン (Milan) はフランス海軍の艦艇。エーグル級大型駆逐艦。

## 艦歴
ロリアン海軍工廠で建造。1930年12月1日起工。1931年10月31日進水。1934年4月20日就役。公試時、「ミラン」は41.94ノットの速度を記録している。
ノルウェーでの戦い中の1940年4月、「ミラン」はノルウェーへ向かうFP1船団とFP2船団を護衛した。
1942年11月8日、連合国軍はモロッコとアルジェリアへの上陸を実行（トーチ作戦）。カサブランカ付近ではアメリカ海軍第34.1任務群（戦艦「マサチューセッツ」、重巡洋艦「ウィチタ」、「タスカルーサ」他）、第34.9任務群（重巡洋艦「オーガスタ」、軽巡洋艦「ブルックリン」他）、第34.2任務群 （空母「レンジャー」他）とフランス軍との間で戦闘（カサブランカ沖海戦）が生起した。
その日の朝、第11駆逐隊（大型駆逐艦「ミラン」、「アルバトロス」）と駆逐艦「ブーロネー」、「ブレストア」、「フグー」、「フロンデュール」、「ラルション」はカサブランカより出撃し、フェダラ沖の敵輸送船攻撃に向かった。この部隊は「ミラン」に座乗するGervais de Lafond少将が率いた。フェダラ沖には第34.9任務群がいた。
F4F ワイルドキャットの機銃掃射を受けて「ブーロネー」が脱落し「ミラン」でもGervais de Lafondが負傷するなどの被害が出るも、アメリカ駆逐艦「ウィルクス」、「スワンソン」、「ラドロー」を発見して8時25分に第11駆逐値は砲撃を開始した。8時30分、「ミラン」は上陸用舟艇を攻撃し、1隻を沈めた。フランス駆逐艦に対してアメリカ巡洋艦「オーガスタ」、「ブルックリン」が迎撃に動き、「オーガスタ」接近を見てGervais de Lafondは戦艦「ジャン・バール」やEl Hank砲台の射程内へと誘引すべく部隊を反転させた。しかし、信号不達より第2水雷隊（「フグー」、「フロンデュール」、「ラルション」）はそれに追従しなかった。9時15分、遅れて出撃してきた巡洋艦「プリモゲ」が第11駆逐隊と合流。Gervais de Lafondは部隊を再反転させた。一方、戦艦「マサチューセッツ」以下も戦闘に加わり始めた。フェダラ沖で駆逐艦と交戦し、また9時40分に「プリモゲ」は反転した。9時56分、南西に向かっていた「ミラン」に16インチ砲弾が命中。さらに、それより小口径の砲弾2発も命中した。「ミラン」は炎上し、漂流してRoches Noiresで座礁した。「ミラン」では31名が死亡した。
1946年に浮揚され解体。